# Número esquizofrênico
Um número esquizofrênico é definido como um número irracional que apresenta um arranjo original e anômalo de seus dígitos decimais, sendo que exibe certas características dos números racionais.
Dentro dos números irracionais, os decimais sempre têm um arranjo caótico e imprevisível (como no caso de π ou a raiz quadrada de dois), enquanto que para os números racionais (expressos como uma razão entre dois inteiros) a parte decimal é repetitiva e periódica.
A peculiaridade dos números esquizofrênicos se dá pelo fato de que, para alguns decimais (mesmo séries muito longas), eles parecem apresentar as características típicas de um racional, mas depois, a partir de certo ponto, revelam sua irracionalidade, inicialmente bem mascarada.

## Definição
O Livro Universal de Matemática define "número esquizofrênico" como:
Um nome informal para um número irracional que exibe padrões tão persistentes em sua expansão decimal, que tem a aparência de um número racional. Um número esquizofrênico pode ser obtido como segue. Para qualquer inteiro positivo n seja f(n) o inteiro dado pela recorrência f(n) = 10 f(n − 1) + n com o valor inicial f(0) = 0. Assim, f(1) = 1 , f(2) = 12, f(3) = 123 e assim por diante. As raízes quadradas de f(n) para n inteiros ímpares dão origem a uma curiosa mistura que parece ser racional por períodos, e então se desintegra em irracionalidade. Isso é ilustrado pelos primeiros 500 dígitos de √f(49):
```
1111111111111111111111111.1111111111111111111111 0860
555555555555555555555555555555555555555555555 2730541
66666666666666666666666666666666666666666 0296260347
2222222222222222222222222222222222222 0426563940928819
4444444444444444444444444444444 38775551250401171874
9999999999999999999999999999 808249687711486305338541
66666666666666666666666 5987185738621440638655598958
33333333333333333333 0843460407627608206940277099609374
99999999999999 0642227587555983066639430321587456597
222222222 1863492016791180833081844 ...

```

As cordas repetidas tornam-se progressivamente mais curtas e as cordas embaralhadas tornam-se maiores até que eventualmente as cordas repetidas desaparecem. No entanto, aumentando n, podemos evitar o desaparecimento das cordas repetidas enquanto quisermos. Os dígitos repetidos são sempre 1, 5, 6, 2, 4, 9, 6, 3, 9, 2, ... .
A sequência de números gerada pela relação de recorrência f(n) = 10 f(n − 1) + n descrita acima é:
0, 1, 12, 123, 1234, 12345, 123456, 1234567, 12345678, 123456789, 1234567900, ... (sequência A014824 na OEIS).
f(49) = 1234567901234567901234567901234567901234567901229
As partes inteiras de suas raízes quadradas,
1, 3, 11, 35, 111, 351, 1111, 3513, 11111, 35136, 111111, 351364, 1111111, ... (sequência A068995 na OEIS),
alternam entre números com dígitos irregulares e números com dígitos repetidos, de forma semelhante às alternâncias que aparecem dentro da parte fracionária de cada raiz quadrada.

## Características
O número esquizofrênico mostrado acima é o caso especial de um fenômeno mais geral que aparece nas expansões {\displaystyle b}-ary de raízes quadradas das soluções da recorrência {\displaystyle f_{b}(n)=bf_{b}(n-1)+n}, para todo {\displaystyle b\geq 2}, com valor inicial {\displaystyle f(0)=0} tomado em inteiros positivos ímpares {\displaystyle n}. O caso {\displaystyle b=10} e {\displaystyle n=49} corresponde ao exemplo acima.
De fato, Tóth mostrou que esses números irracionais apresentam padrões esquizofrênicos dentro de sua expansão {\displaystyle b}-ary, composta por blocos que começam com um bloco de dígitos não repetitivos seguido por um bloco de dígitos repetidos. Quando colocados juntos na base {\displaystyle b}, tesses blocos formam o padrão esquizofrênico. Por exemplo, na base {\displaystyle 8}, o número {\displaystyle {\sqrt {f_{8}(49)}}} começa:
```
1111111111111111111111111.1111111111111111111111 0600
444444444444444444444444444444444444444444444 02144
333333333333333333333333333333333333333333 175124422
666666666666666666666666666666666666666 ....

```

O padrão é devido à expansão de Taylor da raiz quadrada da solução da recorrência tomada em inteiros positivos ímpares. As várias contribuições de dígitos da expansão de Taylor produzem os blocos de dígitos não repetitivos e repetitivos que formam o padrão esquizofrênico.

## Outras propriedades
Em alguns casos, em vez de repetir sequências de dígitos, encontramos padrões de dígitos repetidos. Por exemplo, o número {\displaystyle {\sqrt {f_{3}(49)}}}:
```
1111111111111111111111111.1111111111111111111111111111111 01200 
202020202020202020202020202020202020202020 11010102 
00120012000012001200120012001200120012 0010
21120020211210002112100021121000211210 ...

```

mostra padrões de dígitos repetidos na base {\displaystyle 3}.
Números que são esquizofrênicos na base {\displaystyle b} também são esquizofrênicos na base {\displaystyle b^{m}} (até um certo limite, veja Tóth). Um exemplo é {\displaystyle {\sqrt {f_{3}(49)}}} mostrado acima, que ainda é esquizofrênico na base {\displaystyle 9}:
```
1444444444444.4444444444 350
666666666666666666666 4112
0505050505050505050 337506
75307530753075307 40552382 ...

```

## História
Clifford A. Pickover disse que os números esquizofrênicos foram descobertos por Kevin Brown.
Em seu livro Wonders of Numbers ele descreveu assim a história dos números esquizofrênicos:

A construção e descoberta de números esquizofrênicos foi motivada por uma afirmação (postada no grupo de notícias Usenet sci.math) de que os dígitos de um número irracional escolhido aleatoriamente não deveriam exibir padrões óbvios nos primeiros 100 dígitos. Foi dito que se tal padrão fosse encontrado, seria uma prova irrefutável da existência de Deus ou de inteligência extraterrestre. (Um número irracional é qualquer número que não pode ser expresso como uma razão de dois inteiros. Números transcendentes como e e π, e não inteiros da radiciação, como a raiz quadrada de dois, são irracionais.)